# Algebra Jiang-Su
Algebra Jiang-Su (oznaczana jest zwykle symbolem ℨ) – pierwszy przykład nuklearnej, prostej, stabilnie skończonej, C*-algebry z jedynką, która ma taką samą K-teorię jak algebra liczb zespolonych {\displaystyle \mathbb {C} .} Algebra Jiang-Su jest obiektem istotnym z punktu widzenia programu klasyfikacji C*-algebr; algebra ℨ została skonstruowana przez Jiang Xinhuia and Su Hongbinga w 1999 roku. Algebra ℨ odgrywa podobną rolę w teorii C*-algebr do hiperskończonego faktora typu II1 w teorii algebr von Neumanna.

## Opis konstrukcji
Algebrę ℨ można opisać jako granicę prostą algebr {\displaystyle \mathrm {I} [m_{0},m,m_{1}]} opisanych niżej.

### Algebry I[m0,m,m1]
Niech {\displaystyle m_{0},m,m_{1}} są takimi liczbami naturalnymi, że {\displaystyle m_{0}} i {\displaystyle m_{1}} dzielą {\displaystyle m} oraz niech
{\displaystyle \mathrm {I} [m_{1},m,m_{2}]=\left\{f\in C\left([0,1],M_{m}\right)\colon f(0)\in M_{\frac {m}{m_{0}}},f(1)\in M_{\frac {m}{m_{1}}}\right\}.}
Wówczas {\displaystyle \mathrm {I} [m_{0},m,m_{1}]} jest C*-algebrą, która nie ma nietrywialnych rzutów wtedy i tylko wtedy, gdy liczby {\displaystyle m_{0}} i {\displaystyle m_{1}} są względnie pierwsze.

#### K-teoria
Niech {\displaystyle A=\mathrm {I} [m_{0},m,m_{1}].} Wówczas
- {\displaystyle (K_{0}(A),K_{0}(A)^{+},[1_{A}])=(\mathbb {Z} ,\mathbb {N} ,{\text{nwd}}(m_{0},m_{1})),}
- {\displaystyle K_{1}(A)=\mathbb {Z} _{p},} gdzie {\displaystyle p=m\cdot {\text{nwd}}(m_{0},m_{1})/(m_{0}m_{1}).}

gdzie:
{\displaystyle {\text{nwd}}} – największy wspólny dzielnik.
W szczególności {\displaystyle A=\mathrm {I} [m_{0},m,m_{1}]} ma taką samą K-teorię jak {\displaystyle \mathbb {C} } wtedy i tylko wtedy, gdy {\displaystyle m_{0}} i {\displaystyle m_{1}} są względnie pierwsze.

### Konstrukcja ℨ
Istnieje ciąg induktywny
{\displaystyle A_{1}\,{\stackrel {\phi _{1}}{\longrightarrow }}\,A_{2}\,{\stackrel {\phi _{2}}{\longrightarrow }}\,A_{3}\,{\stackrel {\phi _{3}}{\longrightarrow }}\dots ,}
gdzie {\displaystyle A_{n}=\mathrm {I} [p_{n},d_{n},q_{n}],{\text{nwd}}(p_{p},q_{n})=1} oraz odwzorowania {\displaystyle \phi _{m,n}=\phi _{n-1}\circ ...\circ \phi _{m+1}\circ \phi _{m}:A_{m}\to A_{n}} są postaci
{\displaystyle \phi _{m,n}(f)=u^{*}\left[{\begin{array}{c}f\circ \xi _{1}&0&\ldots &0\\0&f\circ \xi _{2}&\ldots &0\\\vdots &\vdots &&\vdots \\0&0&\ldots &f\circ \xi _{n}\end{array}}\right]u,}
przy czym {\displaystyle u} jest pewną ciągłą drogą w grupie {\displaystyle U(d_{n})} macierzy unitarnych stopnia {\displaystyle d_{n}} oraz {\displaystyle (\xi _{k})_{k\leqslant n}} jest takim ciągiem ciągłych dróg w przedziale [0,1], że
{\displaystyle |\xi _{i}(x)-\xi _{i}(y)|\leqslant \left({\frac {1}{2}}\right)^{n-m}\;\;(x,y\in [0,1],i\leqslant n).}
Algebra ℨ jest granicą induktywną powyższego ciągu przy czym jest ona jednoznaczna ze względu na dobór ciągu algebr {\displaystyle A_{1},A_{2},A_{3},...} jak wyżej.